# Marchas de la Dignidad
Las Marchas de la Dignidad o movilización del 22 de marzo de 2014, mejor conocidas por sus siglas 22-M, es el nombre que recibe la protesta en forma de columnas provenientes de distintas partes de España, auspiciadas al calor del Movimiento 15-M y que desembocaron en Madrid el 22 de marzo de 2014 en protesta de las medidas gubernamentales durante la crisis económica de 2008 a 2014.

## Historia

### Orígenes
Los orígenes de la protesta se encuadran en el ciclo de protestas del 2011 al 2015 iniciadas por el Movimiento 15-M en España como consecuencia de la severa crisis económica y de la Gran Recesión mundial. A principios de 2014 diversos colectivos surgidos bajo el paraguas del Movimiento 15-M convocaron unas ‘Marchas’ o columnas de personas que saldrían andando desde distintas partes de España para confluir en Madrid.

### Desarrollo
El 22 de marzo de 2014 estas marchas de decenas de miles de personas entraron en Madrid desde diversos puntos de la ciudad, concentrándose en Atocha y extendiéndose hasta Colón. Los cálculos de los medios de comunicación estimaron una cifra de 1.500.000 de manifestantes, lo que la situaría entre las manifestaciones más masivas de la historia de la partitocracia española, cifra que varió entre los 2 millones estimados por los organizadores y los 36.000-50.000 estimadas por la delegación de Gobierno, destacado desfase de cifras que acaparó titulares en medios llamando al análisis de las imágenes aéreas.

### Cargas policiales
Al concluir la manifestación se produjeron cargas policiales e incidentes en los que los servicios médicos recibieron petición de asistencia de 67 policías nacionales y municipales y 34 manifestantes. Inicialmente se produjeron también 24 detenciones, de los que tres eran menores de edad.

## Consecuencias
Diversos medios de comunicación o políticos se sorprendieron de su éxito de convocatoria (Julio Anguita había estimado una asistencia inicial de 100.000 personas), destacando la falta de cobertura o apoyo de la prensa o partidos tradicionales, destacando el ‘trabajo en equipo’ de personas individuales organizadas y la unión de muy distintos movimientos sociales (jornaleros, sanitarios, jubilados, movimiento anti-desahucios). Las que fueron llamadas como ‘Marchas de la Dignidad’ fueron la última gran movilización masiva del proceso de movilizaciones iniciado en 2011 y la mayor de todas por participantes. Fue también la primera manifestación en incluir una violencia activa por parte de los manifestantes de todo el ciclo de protestas iniciadas en 2011. De forma paralela al proceso de las ‘Marchas de la Dignidad’, el 11 de marzo de 2014 se fundó el partido político Podemos.